# 盖沃尔斯贝格
盖沃尔斯贝格（德語：Gevelsberg，發音：[ˈɡeːfl̩sˌbɛʁk] ⓘ）是德国北莱茵-威斯特法伦州阿恩斯贝格行政区恩讷珀-鲁尔县的城市，面积26.34平方千米，2023年12月31日人口为31,198人。